# Aragonés medieval de las comunidades aragonesas
El aragonés medieval de las comunidades aragonesas es la variedad dialectal del aragonés medieval que se hablaba en las Comunidades de aldeas aragonesas de Calatayud, Daroca, Teruel y Albarracín, así como en las ciudades que dan nombre a dichas comunidades, durante la Edad Media. Esta zona también era conocida en la Baja Edad Media como la "Extremadura aragonesa" y se situaba en el suroeste del Reino de Aragón.
Esta variedad del aragonés medieval se caracteriza por ser la más occidental de todas, y por ello, la más cercana de todas las variedades del aragonés medieval al romance navarro y al castellano medieval.
Muchos de los textos en aragonés medieval de la escuela de traductores del escritor medieval Johan Ferrandez de Heredia, natural de la Comunidad de Aldeas de Calatayud, están escritos en esta variedad del aragonés medieval.

## Contexto histórico
La repoblación de estas tierras, en muchos casos poco habitadas en el periodo musulmán, fue hecha por cristianos de orígenes diferentes: principalmente aragoneses, pero también navarros, alaveses, riojanos, castellanos, gascones, otros occitanos y mozárabes, en grado diferente dependiendo de las zonas. La contribución de los navarros fue importante en la mayor parte del territorio. En el Jiloca, la contribución de los occitanos y gascones fue grande. En la Sierra de Albarracín, la contribución de los navarros del sur fue notoria, y con los navarros del sur vinieron riojanos (los fundadores del Señorío de Albarracín eran de origen navarro, y se convirtieron, junto con otros nobles, en la clase dirigente). 
El aragonés medieval de las comunidades aragonesas tenía caracteres de habla de transición hacia el castellano medieval, al igual que el castellano medieval de la Extremadura soriana, en que está escrito el "Poema de Mío Cid", y las variedades del castellano medieval de las actuales provincias de Guadalajara y Cuenca tenían muchos aragonesismos y caracteres de habla de transición hacia el navarroaragonés. 